# Манхан
Манхан (монг.: Манхан)— сомон аймаку Ховд, Монголія. Площа 4,2тис. км², населення 4,8 тис. Центр сомону селище Тугриг лежить за 1360 км від Улан-Батора, за 85 км від міста Кобдо.

## Клімат
Клімат різко континентальний.

## Корисні копалини
Сомон багатий природними ресурсами: кам'яним вугіллям, залізні руди .

## Соціальна сфера
Є школа, лікарня, культурний і торговельно-обслуговуючий центри, санаторії.